# Campionati europei di atletica leggera indoor 2015 - 3000 metri piani femminili
La specialità dei 3000 metri piani femminili ai campionati europei di atletica leggera indoor di Praga 2015 si è svolta alla O2 Arena di Praga, nella Repubblica Ceca, il 6 (batterie e semifinali) ed il 6 e 7 marzo 2015.

## Podio
| Pos.    | Atleta              | Nazionalità | Misura  |
| ------- | ------------------- | ----------- | ------- |
| Oro     | Yelena Korobkina    | Russia      | 8'47"62 |
| Argento | Sviatlana Kudzelich | Bielorussia | 8'48"02 |
| Bronzo  | Maureen Koster      | Paesi Bassi | 8'51"64 |

## Record
Prima di questa competizione, il record del mondo (RM), il record europeo (EU) ed il record dei campionati (RC) sono i seguenti:
| Record                | Prestazione | Atleta                      | Data                              | Competizione        |
| --------------------- | ----------- | --------------------------- | --------------------------------- | ------------------- |
| Record mondiale       | 8'16"60     | Genzebe Dibaba Etiopia      | 6 febbraio 2014 Stoccolma, Svezia |                     |
| Record europeo        | 8'27"86     | Liliya Shobukhova Russia    | 17 febbraio 2006 Mosca, Russia    |                     |
| Record dei campionati | 8'39"49     | Fernanda ribeiro Portogallo | 9 marzo 1996 Stoccolma, Svezia    | Europei indoor 1996 |

## Programma
| Data         | Ora   | Turno          |
| ------------ | ----- | -------------- |
| 6 marzo 2015 | 13:25 | Qualificazioni |
| 7 marzo 2015 | 18:50 | Finale         |

## Risultati

### Qualificazioni
Le batterie di qualificazione si sono tenute venerdì 6 marzo a partire dalle 13:25. Accedono alla finale le prime quattro atlete di ogni batteria (Q) e i quattro migliori tempi (q).

#### Batteria 1
| Pos. | Nome                  | Nazione     | Tempo   | Note                          |
| ---- | --------------------- | ----------- | ------- | ----------------------------- |
| 1    | Maureen Koster        | Paesi Bassi | 8'57"59 | Q                             |
| 2    | Laura Muir            | Regno Unito | 8'57"71 | Q                             |
| 3    | Maruša Mišmaš         | Slovenia    | 8'57"96 | Q                             |
| 4    | Sandra Eriksson       | Finlandia   | 8'57"97 | Q                             |
| 5    | Sviatlana Kudzelich   | Bielorussia | 8'57"97 | q                             |
| 6    | Charlotta Fougberg    | Svezia      | 9'01"33 | q                             |
| 7    | Jennifer Wenth        | Austria     | 9'01"54 | q                             |
| 8    | Giulia Viola          | Italia      | 9'03"00 | q                             |
| 9    | Gesa-Felicitas Krause | Germania    | 9'11"01 |                               |
| 10   | Amela Terzic          | Serbia      | 9'17"73 | Miglior prestazione personale |

#### Batteria 2
| Pos. | Nome             | Nazione     | Tempo   | Note |
| ---- | ---------------- | ----------- | ------- | ---- |
| 1    | Emelia Gorecka   | Regno Unito | 9'03"97 | Q    |
| 2    | Yelena Korobkina | Russia      | 9'04"22 | Q    |
| 3    | Sofia Ennaoui    | Polonia     | 9'04"29 | Q    |
| 4    | Kristiina Mäki   | Rep. Ceca   | 9'04"72 | Q    |
| 5    | Kate Avery       | Regno Unito | 9'05"14 |      |
| 6    | Özlem Kaya       | Turchia     | 9'14"35 |      |
| 7    | Maren Kock       | Germania    | 9'20"79 |      |
| 8    | Claudia Bobocea  | Romania     | 9'27"82 |      |
| -    | Sonja Roman      | Slovenia    | dnf     |      |

### Finale
La finale si è corsa alle 18:50 di sabato 7 marzo.
| Pos.    | Nome                | Nazione     | Tempo   | Note                          |
| ------- | ------------------- | ----------- | ------- | ----------------------------- |
| Oro     | Yelena Korobkina    | Russia      | 8'47"62 |                               |
| Argento | Sviatlana Kudzelich | Bielorussia | 8'48"02 | Miglior prestazione personale |
| Bronzo  | Maureen Koster      | Paesi Bassi | 8'51"64 |                               |
| 4       | Laura Muir          | Regno Unito | 8'52"44 |                               |
| 5       | Sandra Eriksson     | Finlandia   | 8'54"06 | Record nazionale              |
| 6       | Sofia Ennaoui       | Polonia     | 8'56"77 |                               |
| 7       | Giulia Viola        | Italia      | 8'59"04 |                               |
| 8       | Maruša Mišmaš       | Slovenia    | 8'59"51 |                               |
| 9       | Jennifer Wenth      | Austria     | 8'59"84 | Miglior prestazione personale |
| 10      | Kristiina Mäki      | Rep. Ceca   | 9'05"95 |                               |
| 11      | Charlotta Fougberg  | Svezia      | 9'06"50 |                               |
| 12      | Emelia Gorecka      | Regno Unito | 9'06"79 |                               |